# Jawhar Jaouadi
Jawhar Jaouadi ou Jawhar Jawadi (arabe : جوهر الجوادي), né le 14 juillet 1997 à Kairouan, est un basketteur tunisien.

## Carrière
Formé à la Jeunesse sportive kairouanaise (JSK), il évolue au poste d'arrière ou d'ailier. À l'été 2014, il rejoint l'équipe seniors de la JSK.
Il remporte la médaille de bronze au championnat d'Afrique 2013 de basket-ball des moins de 16 ans à Antananarivo (Madagascar) et la médaille d'argent au championnat d'Afrique 2014 de basket-ball des moins de 18 ans dans la même ville avec l'équipe de Tunisie.
En mai 2019, il dispute la première édition de l'Afro Ligue 2019 (ancien nom de la coupe d'Afrique des clubs champions) avec la Jeunesse sportive kairouanaise. Lui et son équipe sont éliminés en demi-finale par l'Association sportive de Salé (73-81) et perdent le match pour la troisième place contre le Smouha SC (58-69). Il est le joueur avec le cinquième meilleur pourcentage du tournoi (79,2 %) de lancer franc.
Le 15 août 2020, il perd la finale de la coupe de Tunisie contre l'Union sportive monastirienne (79-66) à la salle omnisports de Radès.
En août 2021, il signe avec Ezzahra Sports. Entre le 29 septembre et le 9 octobre 2021, il participe avec le club à la coupe arabe des clubs champions et prend la troisième place après avoir perdu en demi-finale (80-83) contre Al Kuwait SC (en) et remporté le match pour la troisième place (78-73) contre l'Ittihad Alexandrie.

## Palmarès

### Clubs
- Vainqueur du championnat de Tunisie : 2025
- Vainqueur de la coupe de Tunisie : 2024
- Vainqueur de la Super Coupe de Tunisie : 2023
- Vainqueur de la coupe de la Fédération : 2015
- Médaille de bronze à la coupe arabe des clubs champions 2021 (Égypte)

### Sélection nationale
- Médaille d'argent au championnat arabe des nations 2022 (Émirats arabes unis) et 2025 (Bahreïn)
- Médaille de bronze au championnat arabe des nations 2023 (Égypte)

## Distinctions personnelles
- Meilleure révélation du championnat de Tunisie lors de la saison 2015-2016
- Nommé dans le cinq majeur et meilleur arrière de la coupe arabe des clubs champions 2021[7]
- Nommé dans le cinq majeur et meilleur ailier de la Super Coupe de Tunisie 2024